# Euthera peringueyi
Euthera peringueyi là một loài ruồi trong họ Tachinidae.